# Tonometri
Tonometri är mätning av spänning eller tryck, främst i ögat. En tonometer är ett instrument för att mäta spänning eller tryck.
I oftalmologi, är tonometriförfarandet det att en optiker utför provet för att bestämma det intraokulära trycket (IOP), dvs. vätsketrycket inne i ögat. Det är ett viktigt test i bedömningen av patienter med glaukom. De flesta tonometrar är kalibrerade för att mäta trycket i mmHg.

## Metoder

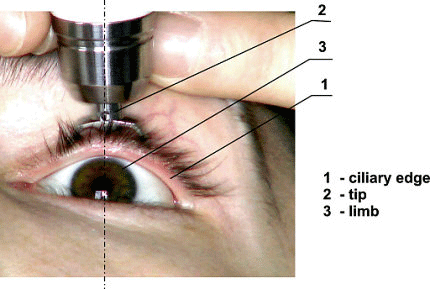
Diaton Tonometer placeras på ögonlocket utan någon kontakt med hornhinna eller användning av bedövningsmedel

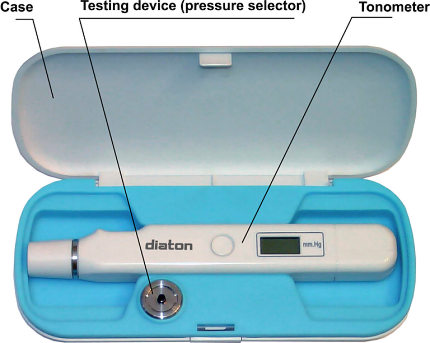
Diaton tonometer

Goldmann tonometri anses vara standardmetoden för tonometri.
Diaton tonometer är en metod för mätning av det intraokulära trycket genom ögonlocket. Diaton tonometern beräknar trycket genom att mäta responsen från en fritt fallande stav, principen bygger på Newtons andra lag. Diaton tonometri innebär inte kontakt med hornhinnan och kräver inte sterilisering av enheten eller lokal smärtlindring under användning.